# سیاه‌پر معمولی
سیاه‌پر معمولی یا زاغ آمریکایی معمولی (نام علمی: Quiscalus quiscula) نام یک گونه از تیره سیاه‌پره‌ایان است.

## نگارخانه

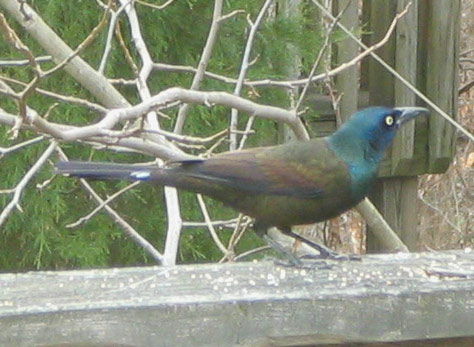
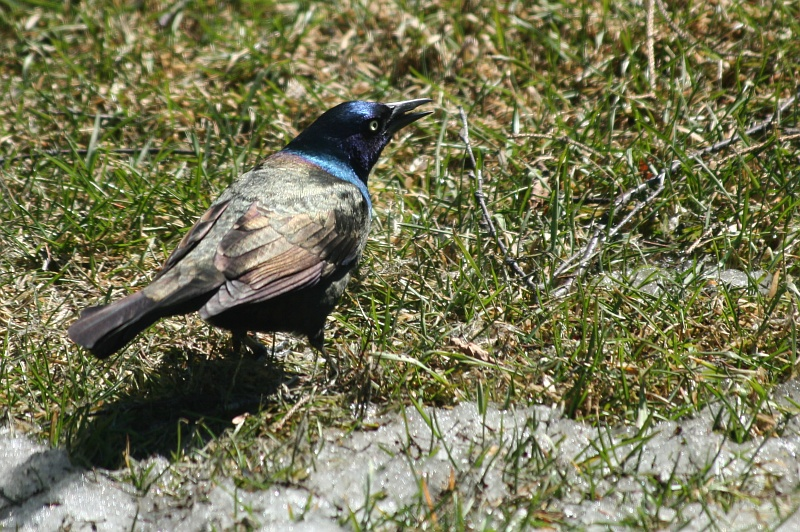
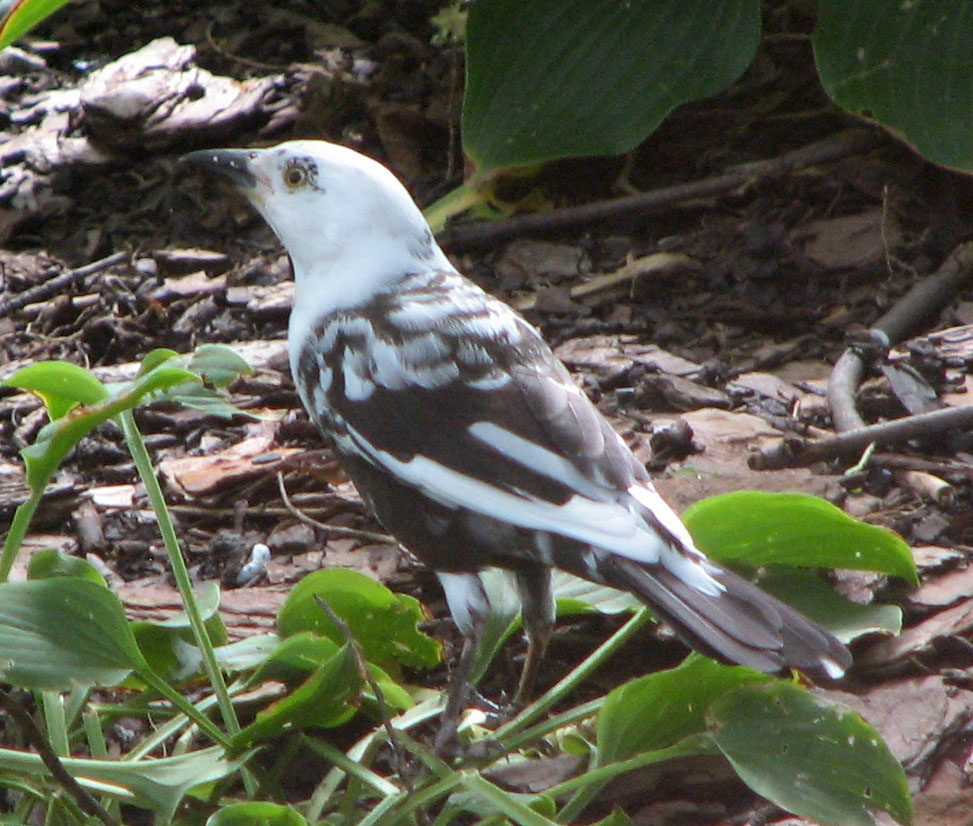
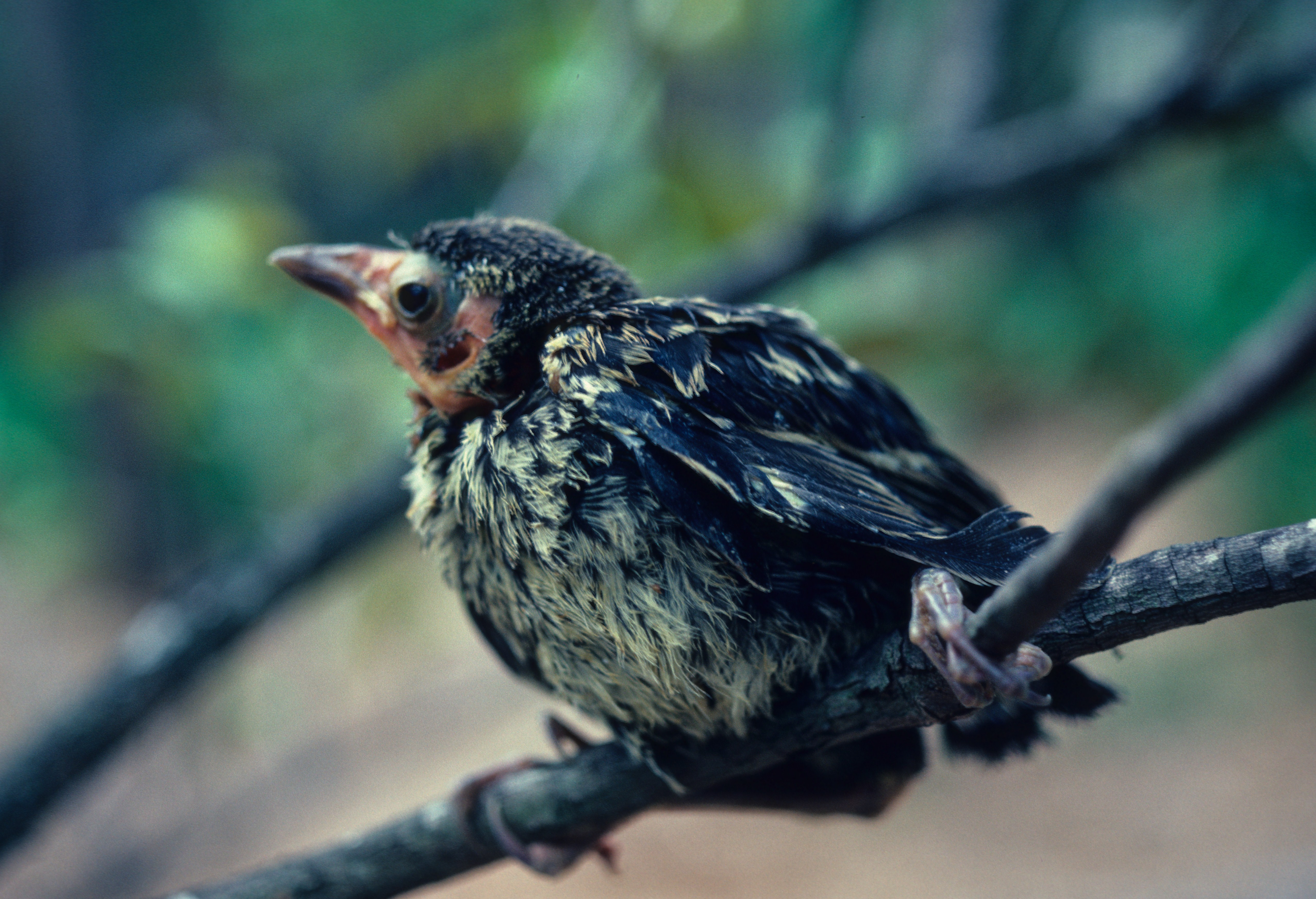
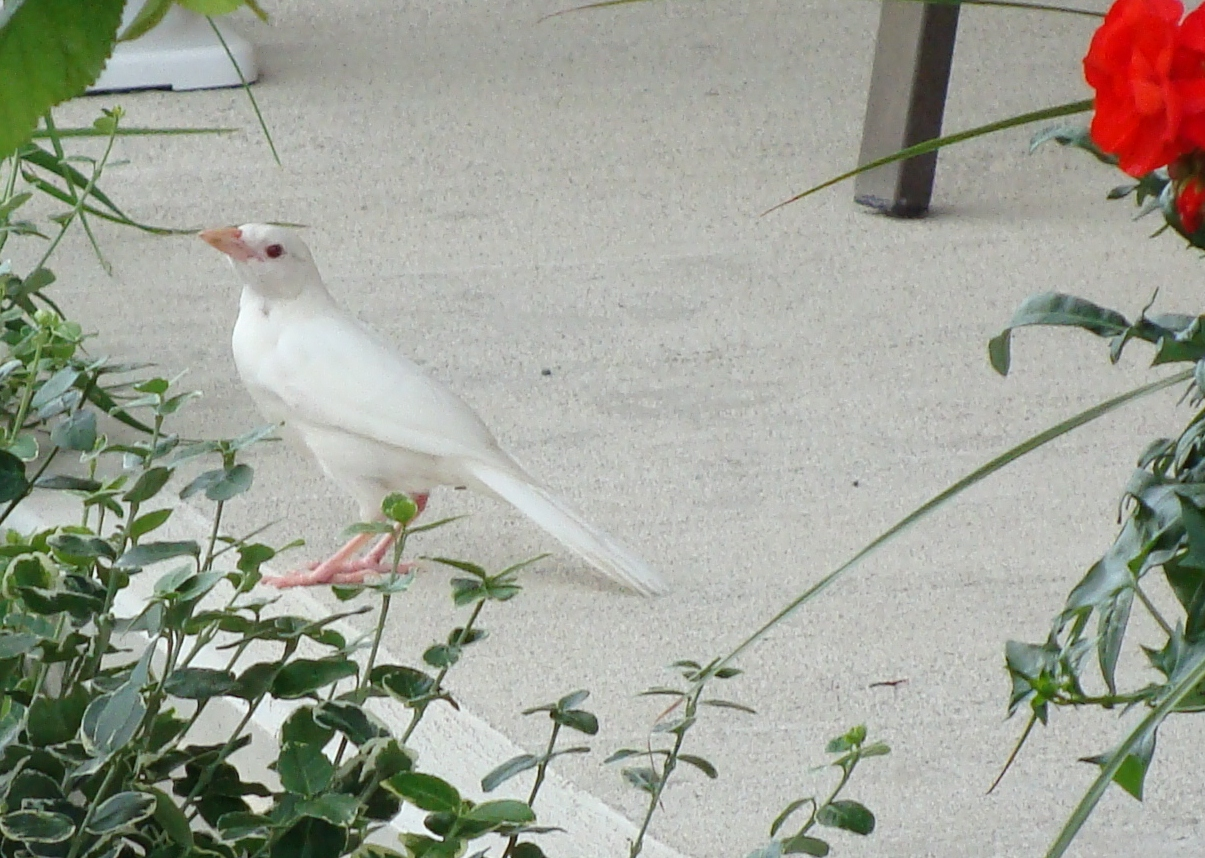